# Ngô Nghi
Ngô Nghi (Tiếng Trung: 吴仪 hay 吳儀, sinh tháng 11 năm 1938 tại Vũ Hán) là một trong bốn phó thủ tướng của Quốc vụ viện nước Cộng hòa Nhân dân Trung Hoa do Chu Dung Cơ làm Thủ tướng (từ 15 tháng 3 năm 2003 đến 2 tháng 6 năm 2007). Năm 2006, tạp chí Forbes đã xếp bà ở hạng 3 trong tốp 100 người phụ nữ quyền lực nhất thế giới (sau Angela Merkel và Condoleezza Rice). Trước đó vào năm 2004 và 2005 bà cũng đứng thứ 2 trong danh sách này.
|  |